# Nova Crixás
Nova Crixás là một đô thị thuộc bang Goiás, Brasil. Đô thị này có diện tích 7298,795 km², dân số năm 2007 là 13221 người, mật độ 1,5 người/km².